# Nossa Senhora de Fátima (Entroncamento)
A Freguesia de Nossa Senhora de Fátima é uma freguesia portuguesa do Município do Entroncamento, com 9,17 km² de área e 12 849 habitantes (censo de 2021), tendo, assim, uma densidade populacional de 1 401,2 hab./km².

## História
Foi desmembrada da antiga freguesia do Entroncamento (entretanto redesignada de São João Baptista, em agosto de 2003, tendo esta alteração tornado-se oficial em 1 de janeiro do ano seguinte).

## Demografia
A população registada nos censos foi:
| Distribuição da População por Grupos Etários | Distribuição da População por Grupos Etários | Distribuição da População por Grupos Etários | Distribuição da População por Grupos Etários | Distribuição da População por Grupos Etários |
| -------------------------------------------- | -------------------------------------------- | -------------------------------------------- | -------------------------------------------- | -------------------------------------------- |
| Ano                                          | 0-14 Anos                                    | 15-24 Anos                                   | 25-64 Anos                                   | > 65 Anos                                    |
| 2011                                         | 2283                                         | 1334                                         | 7161                                         | 1852                                         |
| 2021                                         | 2012                                         | 1476                                         | 7114                                         | 2247                                         |

## Turismo

### Como chegar

#### Comboio
A melhor forma de visitar a freguesia é vir de comboio utilizando a linha do norte ou a linha da Beira Baixa e sair na estação do Entroncamento, do pelo lado do edifício do Museu Nacional Ferroviário.

#### Autocarro
Se utilizar o autocarro para se deslocar, vários terminam o percurso ou fazem escala em Entroncamento, dependendo do percurso poderá querer sair em frente ao Museu Nacional Ferroviário, próximo da paragem da Associação dos lares ferroviários - Lar do Entroncamento, ou por exemplo na paragem próxima da Locomotiva 094.
Em caso de incompatibilidade de horários poderá vir de Táxi, seja apanhando um à saída do Terminal Rodoviário em Torres Novas ou ligando para a praça de Táxis no Entroncamento (+351 249726426).

#### Automóvel
Se vier de automóvel a forma mais fácil é pela auto-estrada  A23 na saída "Entronc.to norte / Meia Via", virando depois na direcção de "Entronc.to" já estará dentro da feguesia.

### Onde ficar

#### Hotelaria
Nesta freguesia, é possível ficar no Dom João Hotel.

### O que visitar

#### Museu
Está implementado nesta freguesia o Museu Nacional Ferroviário.

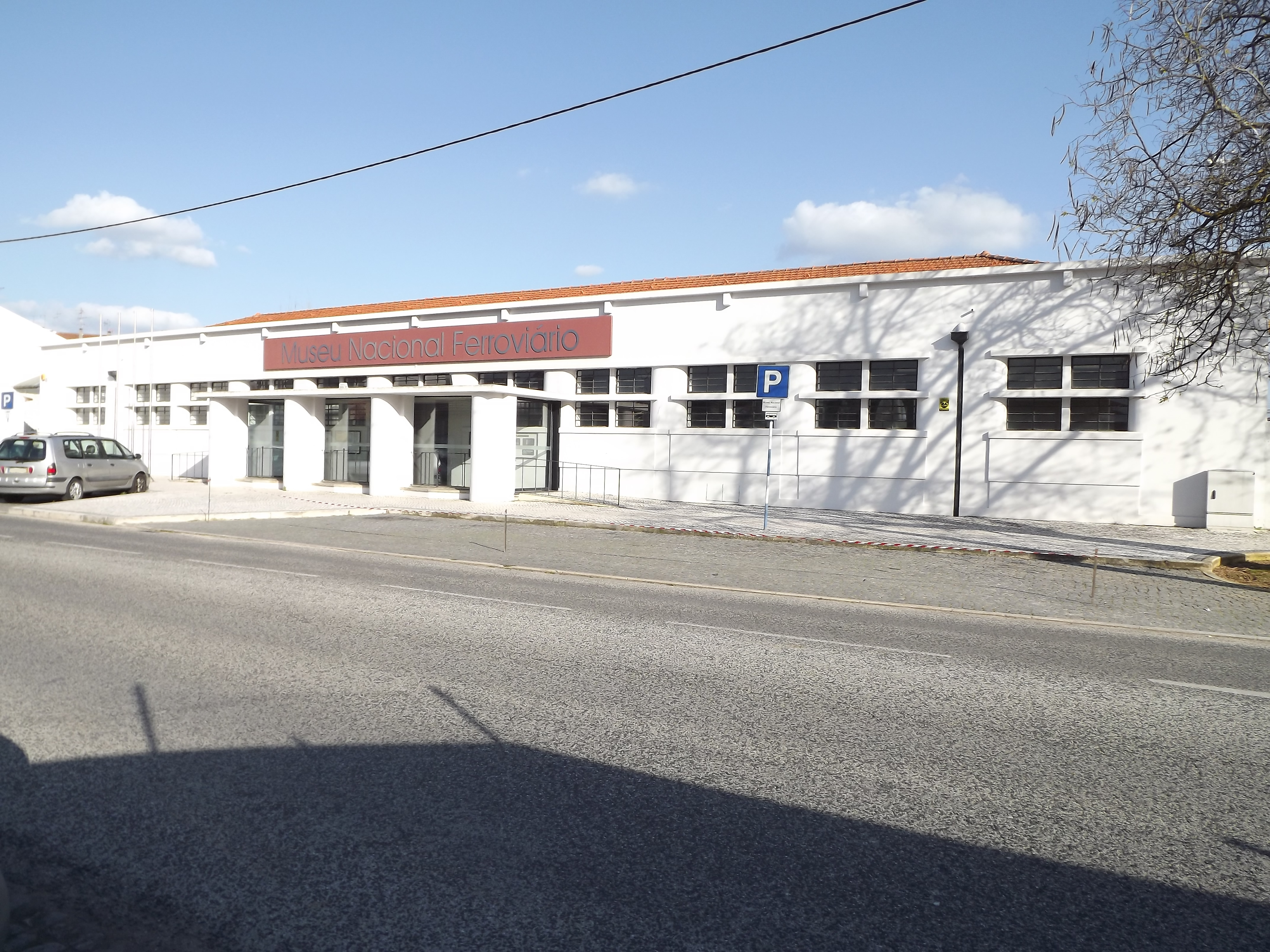
Museu Nacional Ferroviário (frente), no Entroncamento.
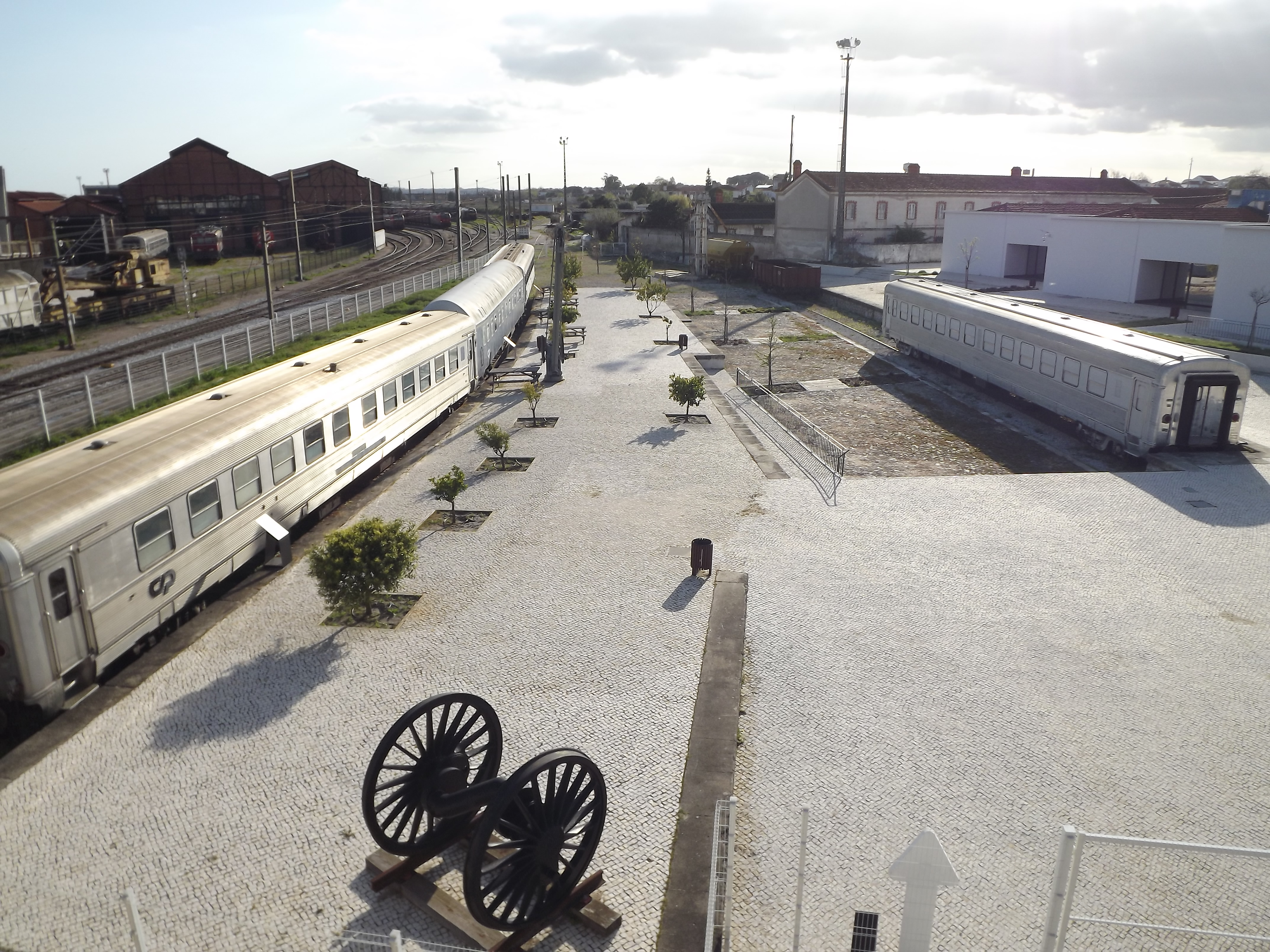
Museu Nacional Ferroviário (exterior na parte traseira), no Entroncamento.
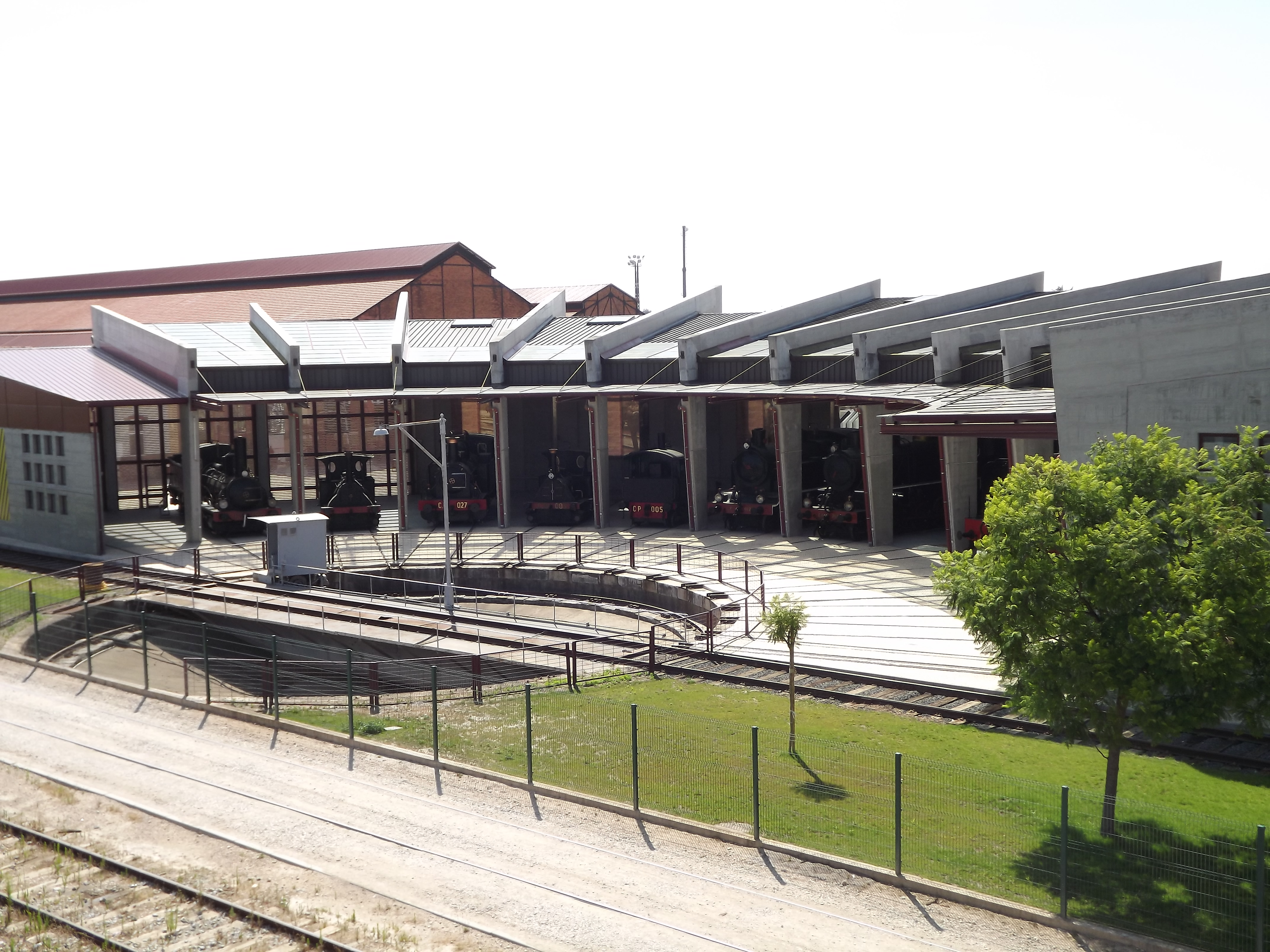
Rotunda das Locomotivas (vista da ponte pedonal), no Entroncamento.

#### Bairros Ferroviários
Nesta freguesia pode visitar o Bairro da Vila Verde (1919 - 1930), Bairro Camões (1919) e Bairro da Liberdade (1955).

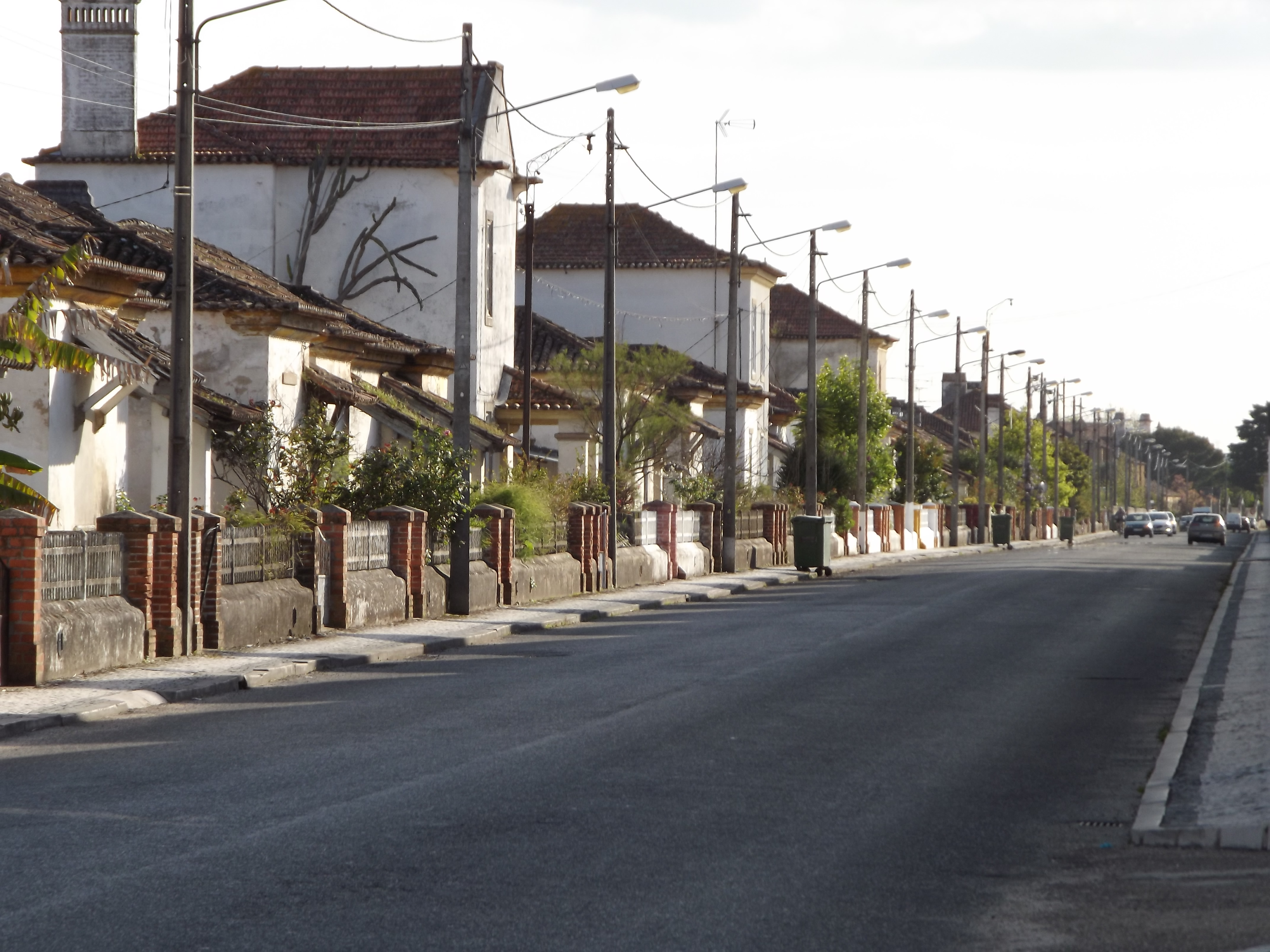
Bairro da Vila Verde, no Entroncamento.
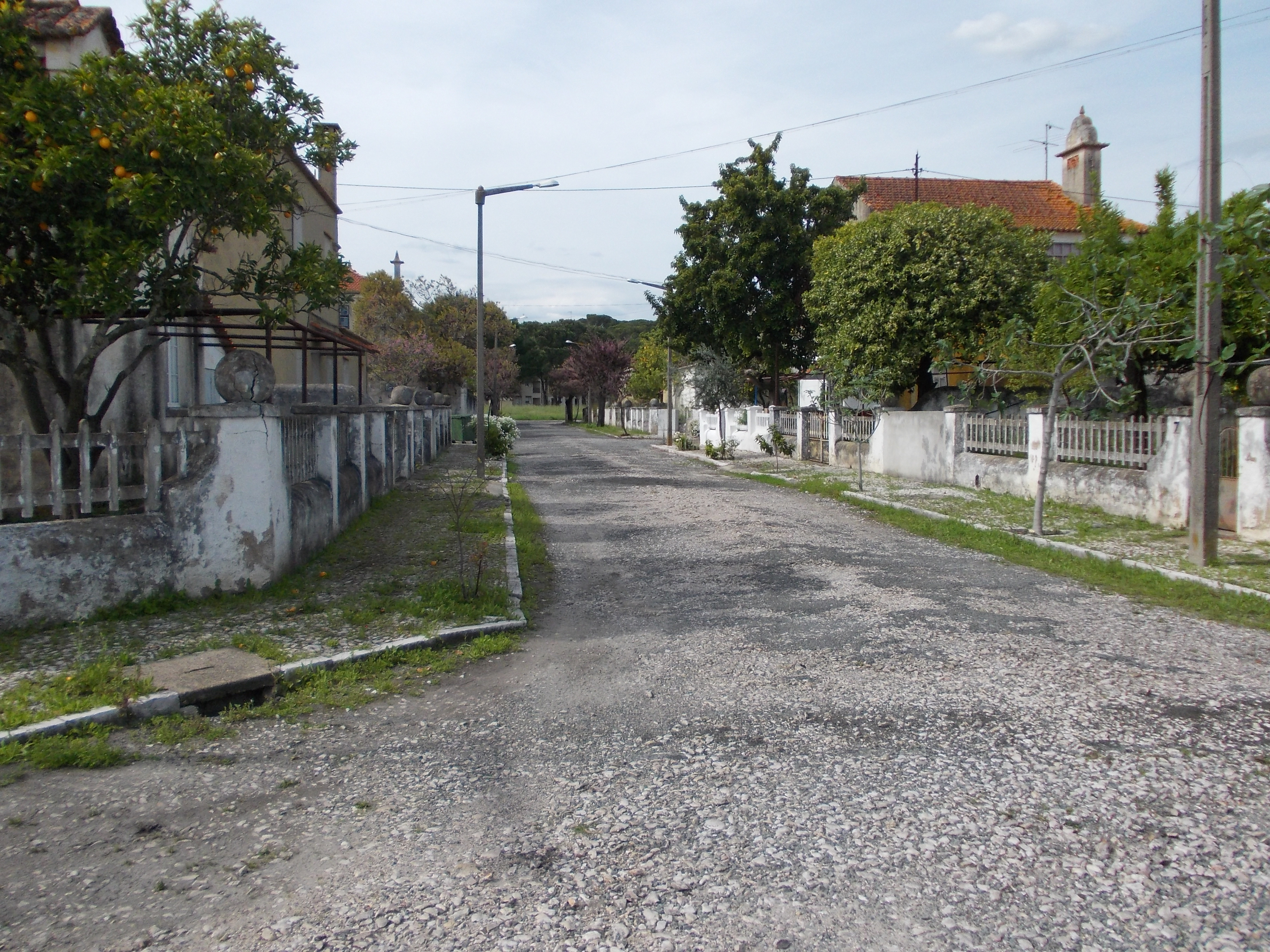
Uma vista sobre o Bairro Camões, no Entroncamento.
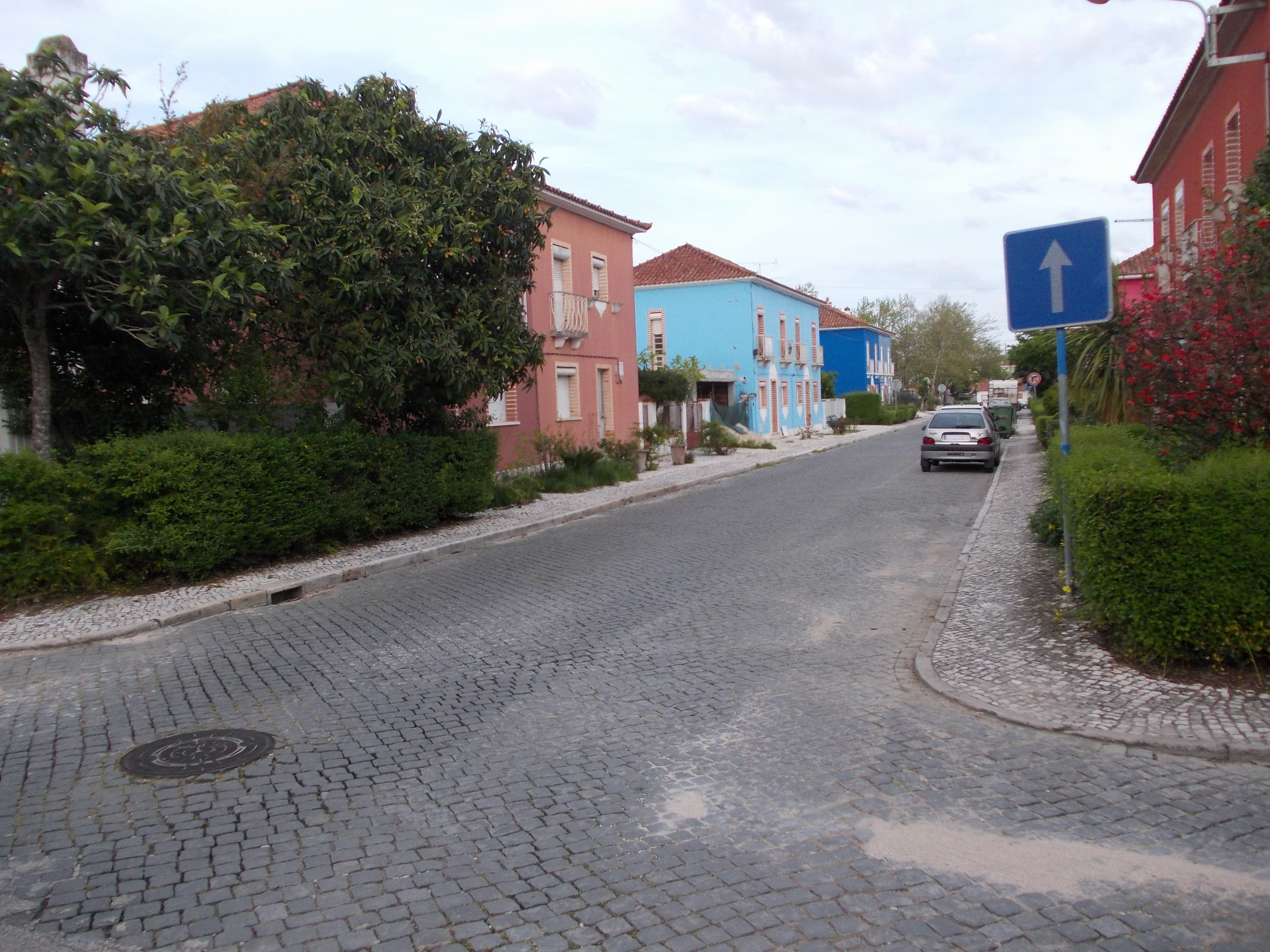
Uma vista sobre o Bairro da Liberdade, no Entroncamento.

#### Locomotiva 094
Está situada nesta freguesia o único exemplar de locomotiva fora das linhas de caminho-de-ferro e espaço museológico, a Locomotiva 094, fabricada em 1929 na Alemanha.

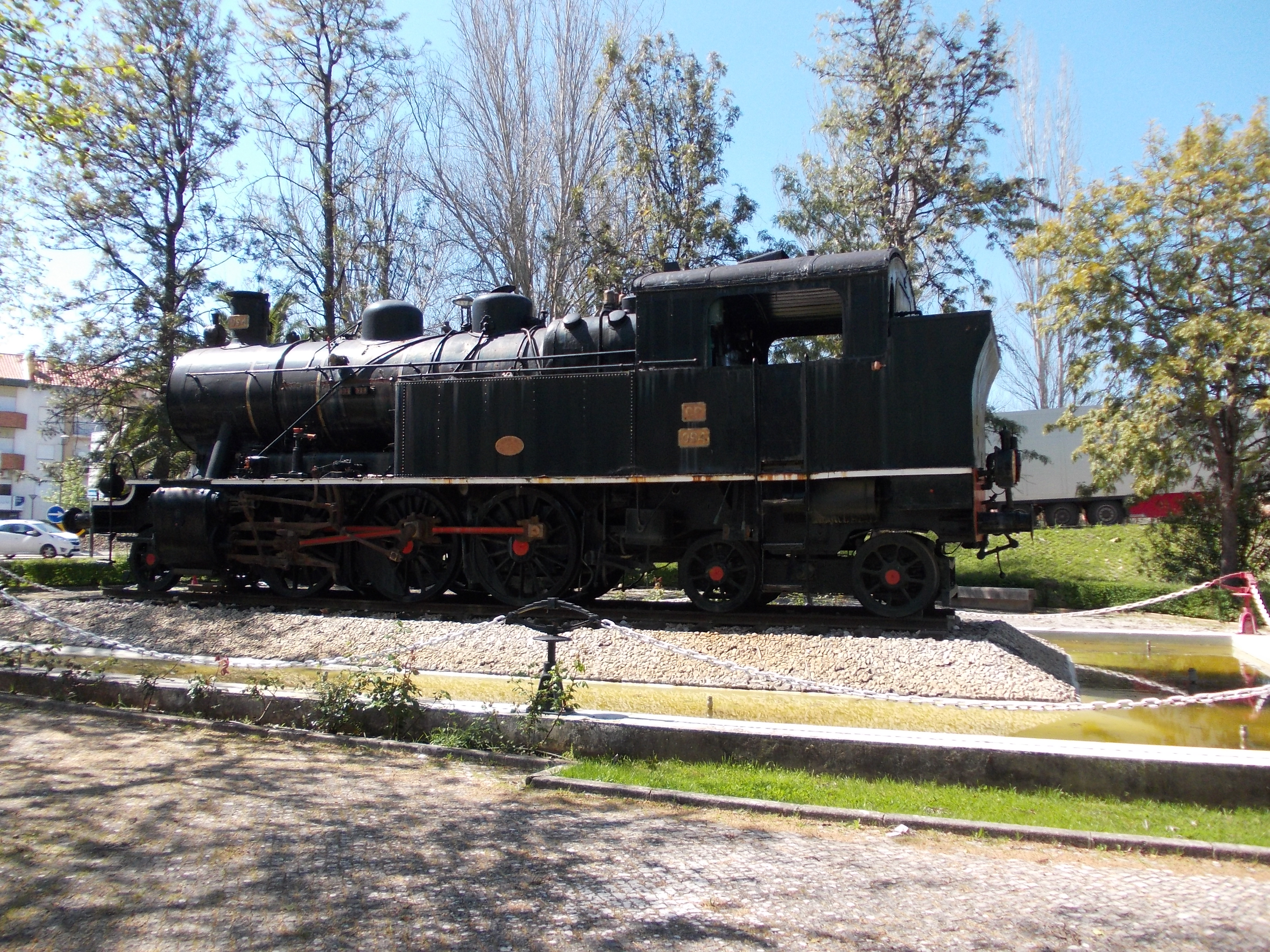
Locomotiva 094 (lateral), no Entroncamento.
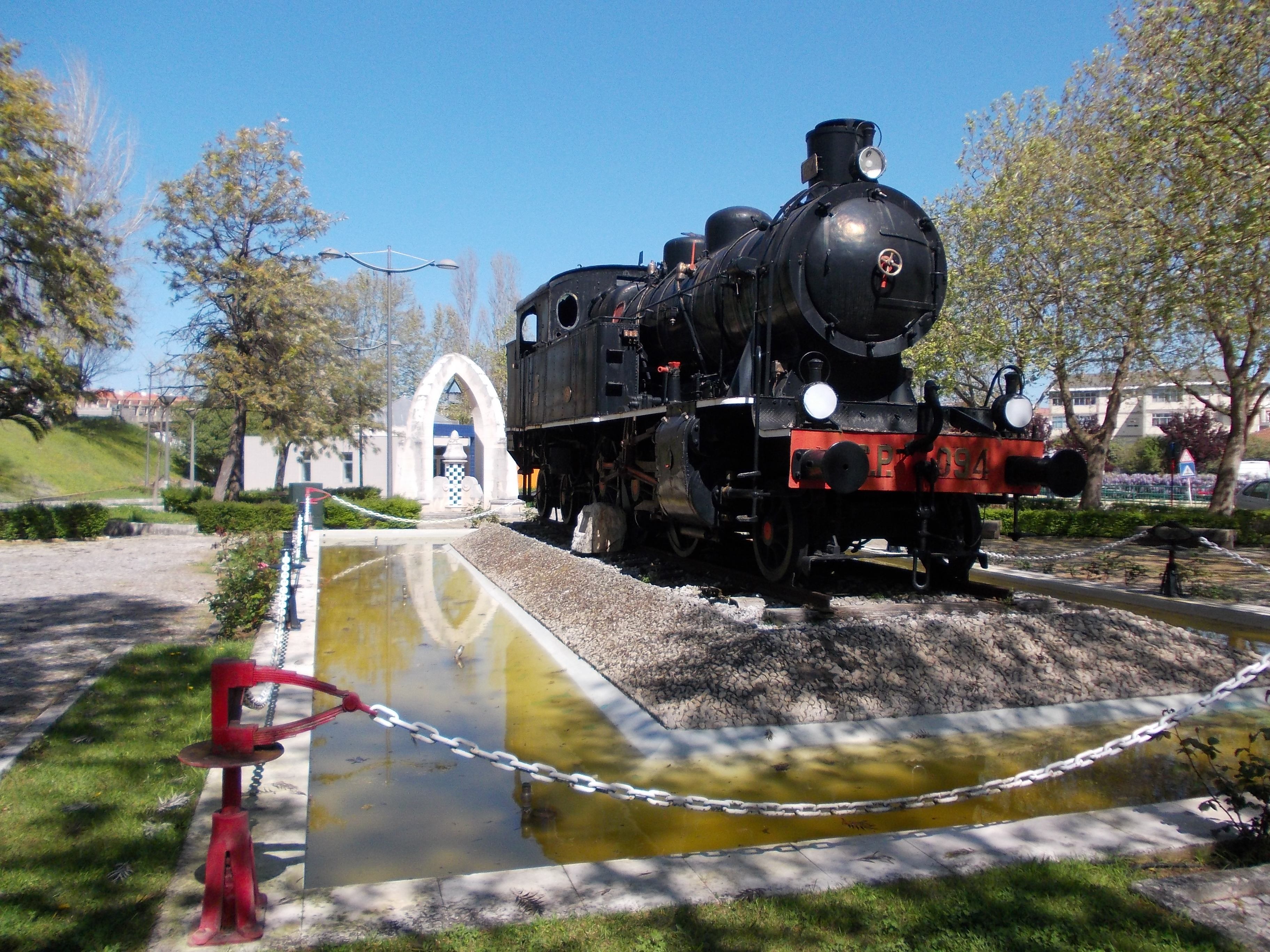
Locomotiva 094 (Frente e lado), no Entroncamento.

#### Parque Verde do Bonito
É nesta freguesia que se encontra o Parque Verde do Bonito, onde pode andar, sentar-se, deitar-se em algumas zonas relvadas. Não é permitido nadar no lago artificial. O parque em si está incompleto, tendo ficado somente a primeira fase terminada (em maio de 2013), as restantes fases (mini-golf, parque infantil, jardim dos fenômenos, parque de jogos tradicionais, parque de merendas) estão suspensas desde a mudança de partido no município.

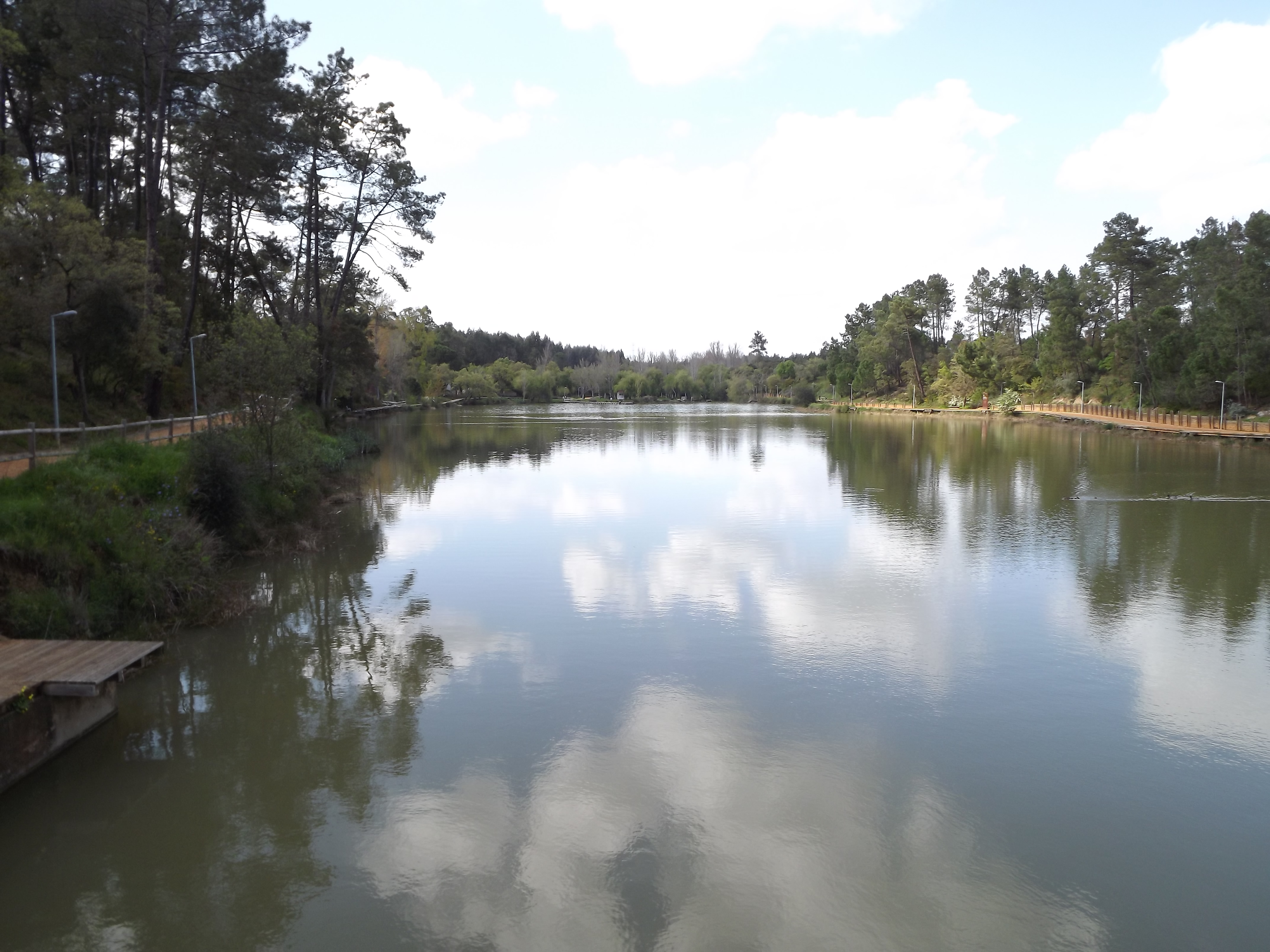
Parque Verde do Bonito, no Entroncamento.

## Infra-estruturas

### Transportes urbanos
Para além dos meios de transporte já referidos existe ainda o serviço de urbanos em mini-autocarros TURE (Transportes Urbanos do Entroncamento). A freguesia é servida por todas as 4 linhas atualmente existentes.

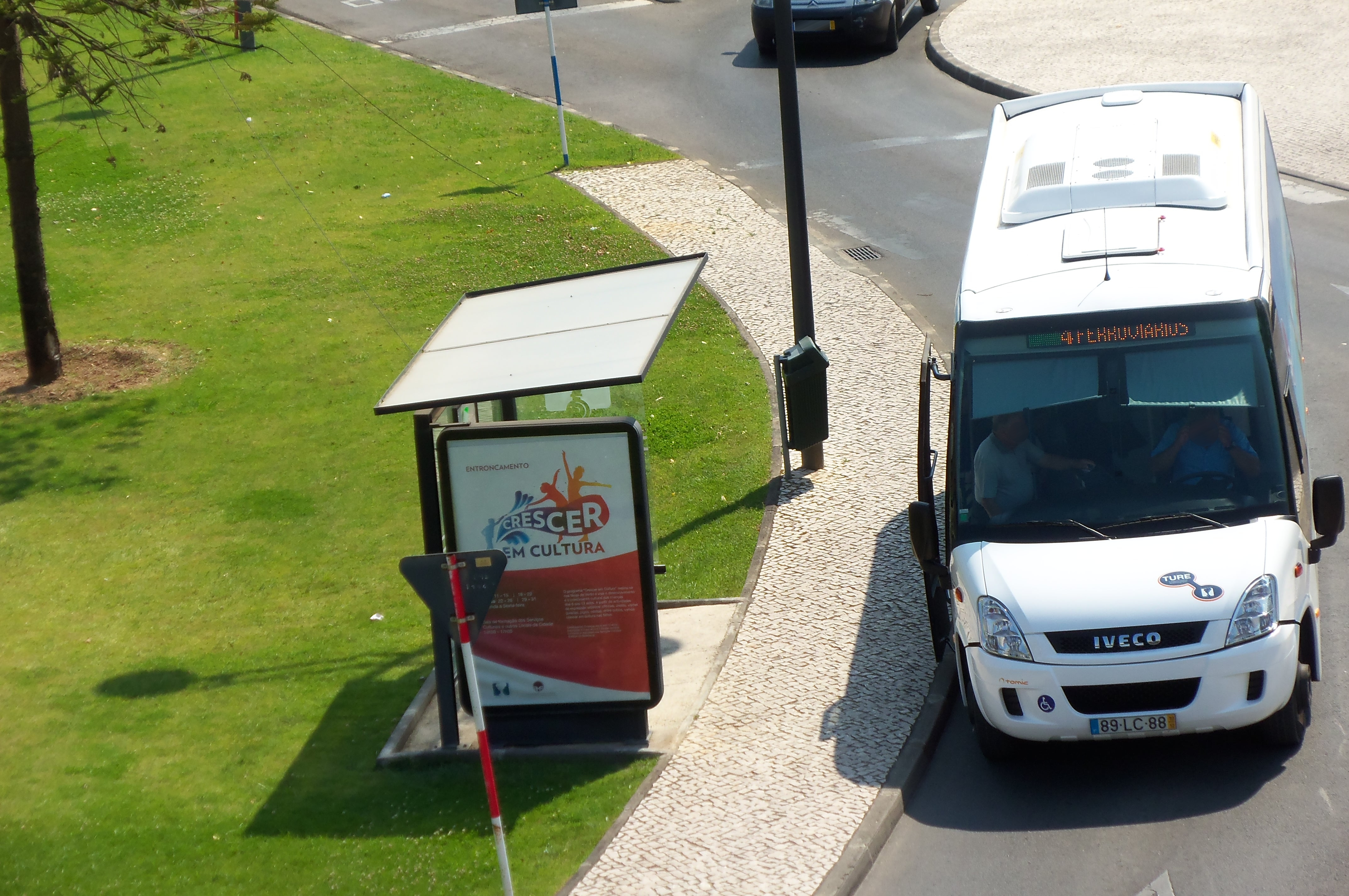
TURE - Transportes Urbanos do Entroncamento.

### Desporto
Nesta freguesia encontra-se a zona principal dedicada ao desporto, com o pavilhão desportivo municipal, parque radical e de lazer Arqtº. Jorge Ferreira, campos de ténis, campos de futebol, piscinas municipais, pavilhão desportivo municipal, pista de altetismo José Canelo e ciclovia.

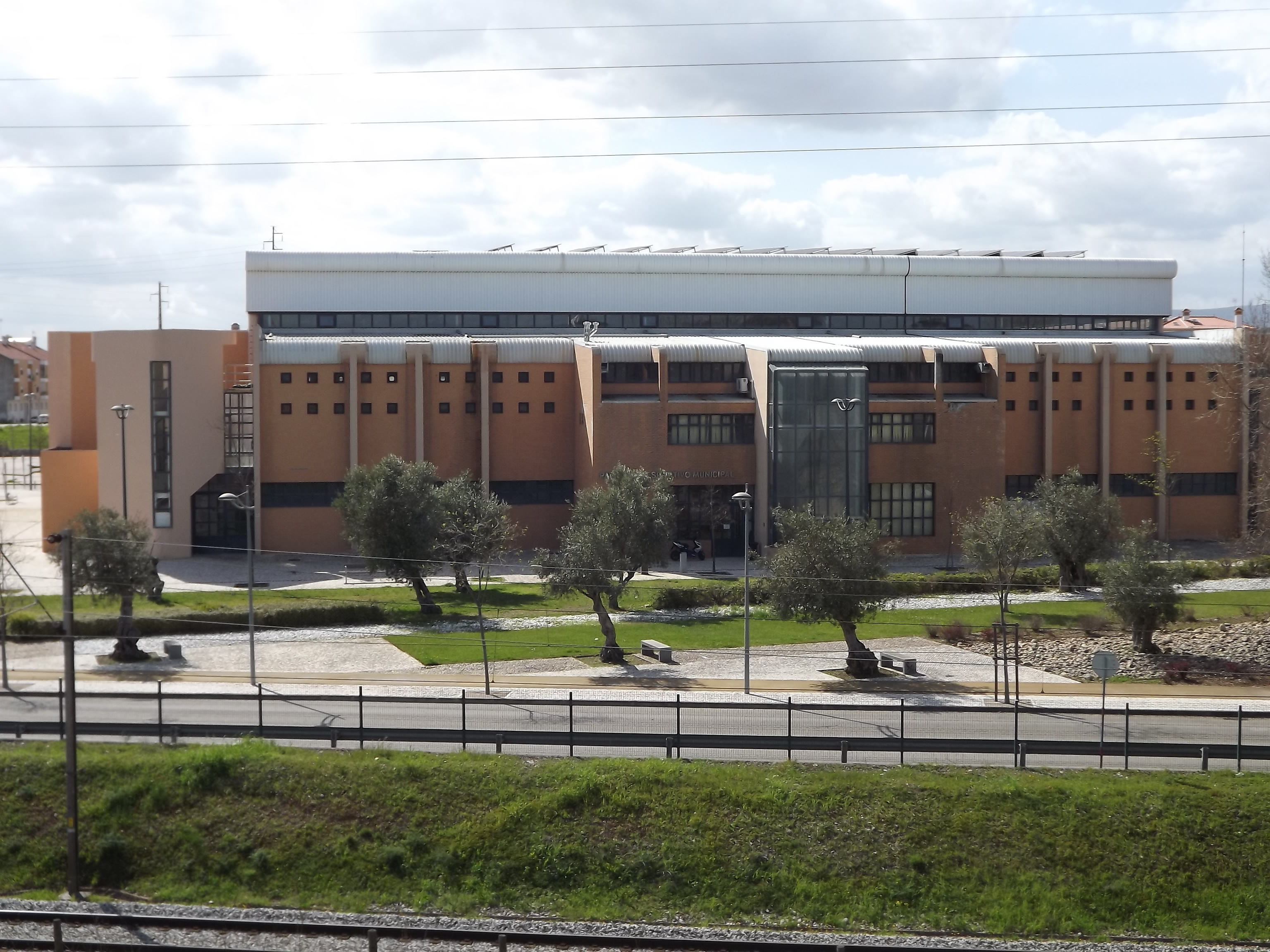
Pavilhão Desportivo Municipal do Entroncamento.
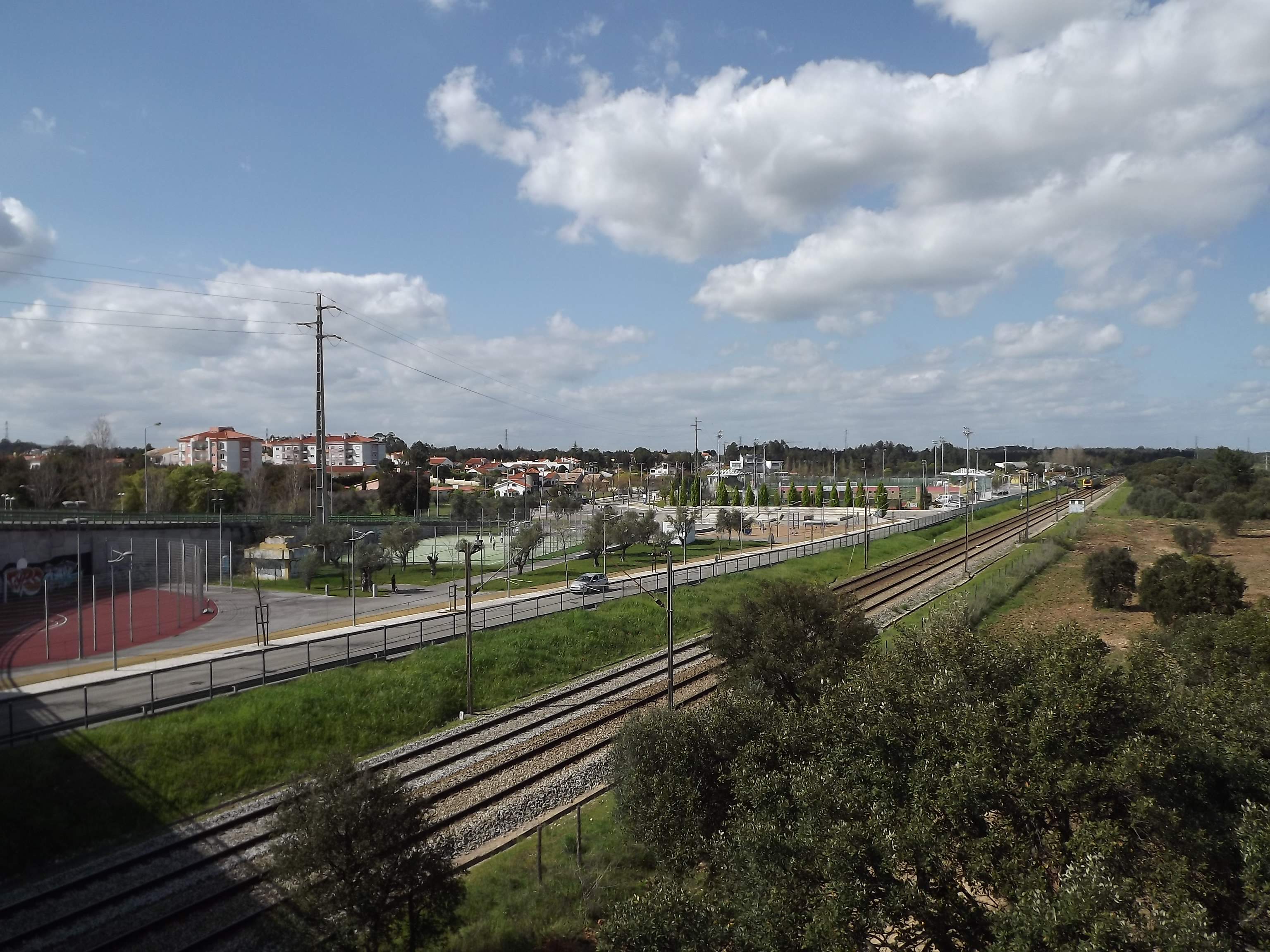
Vista sobre o Parque Radical e de Lazer Arqtº. Jorge Ferreira.
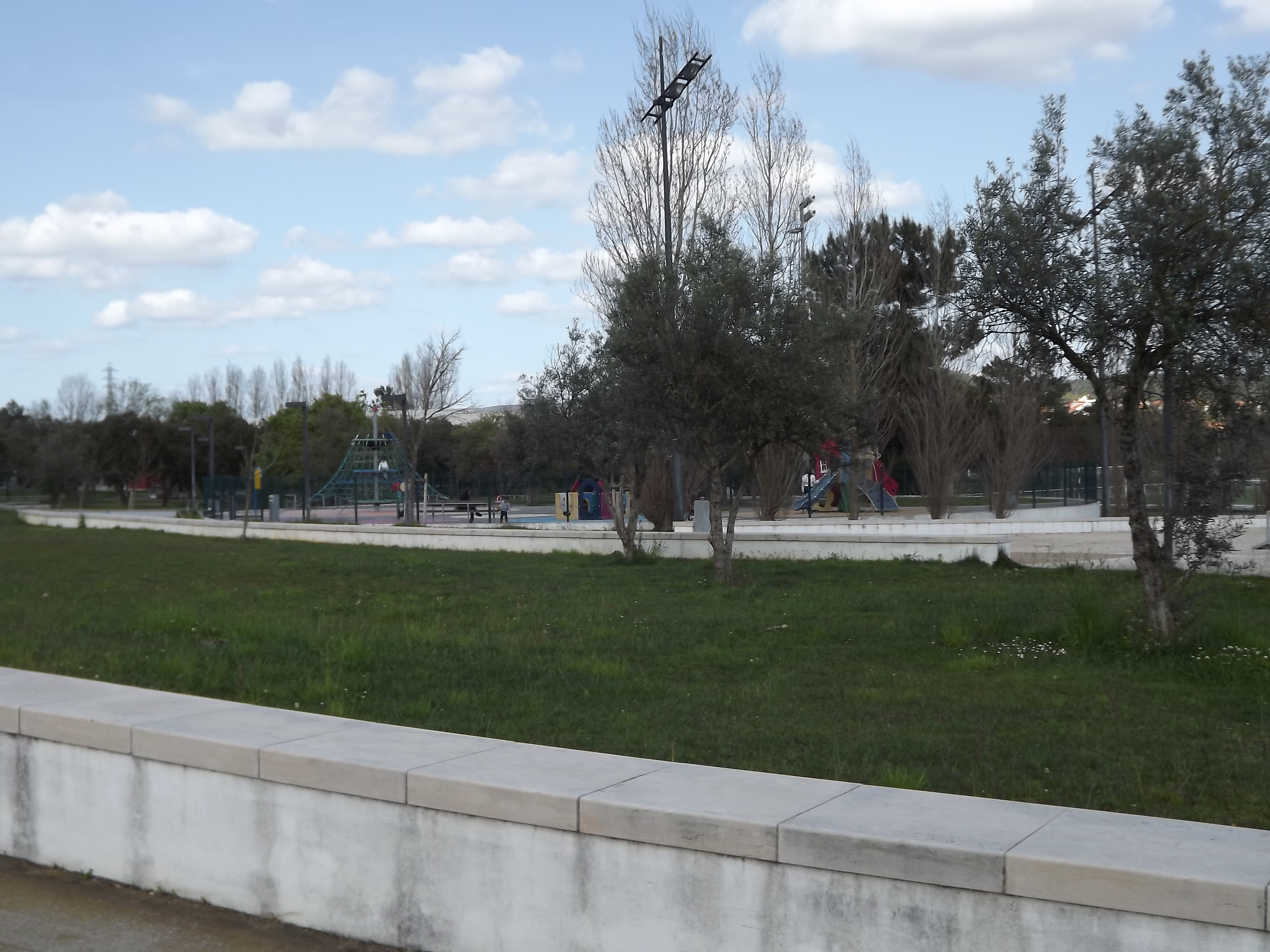
Parque infantil existente na zona desportiva do Entroncamento.
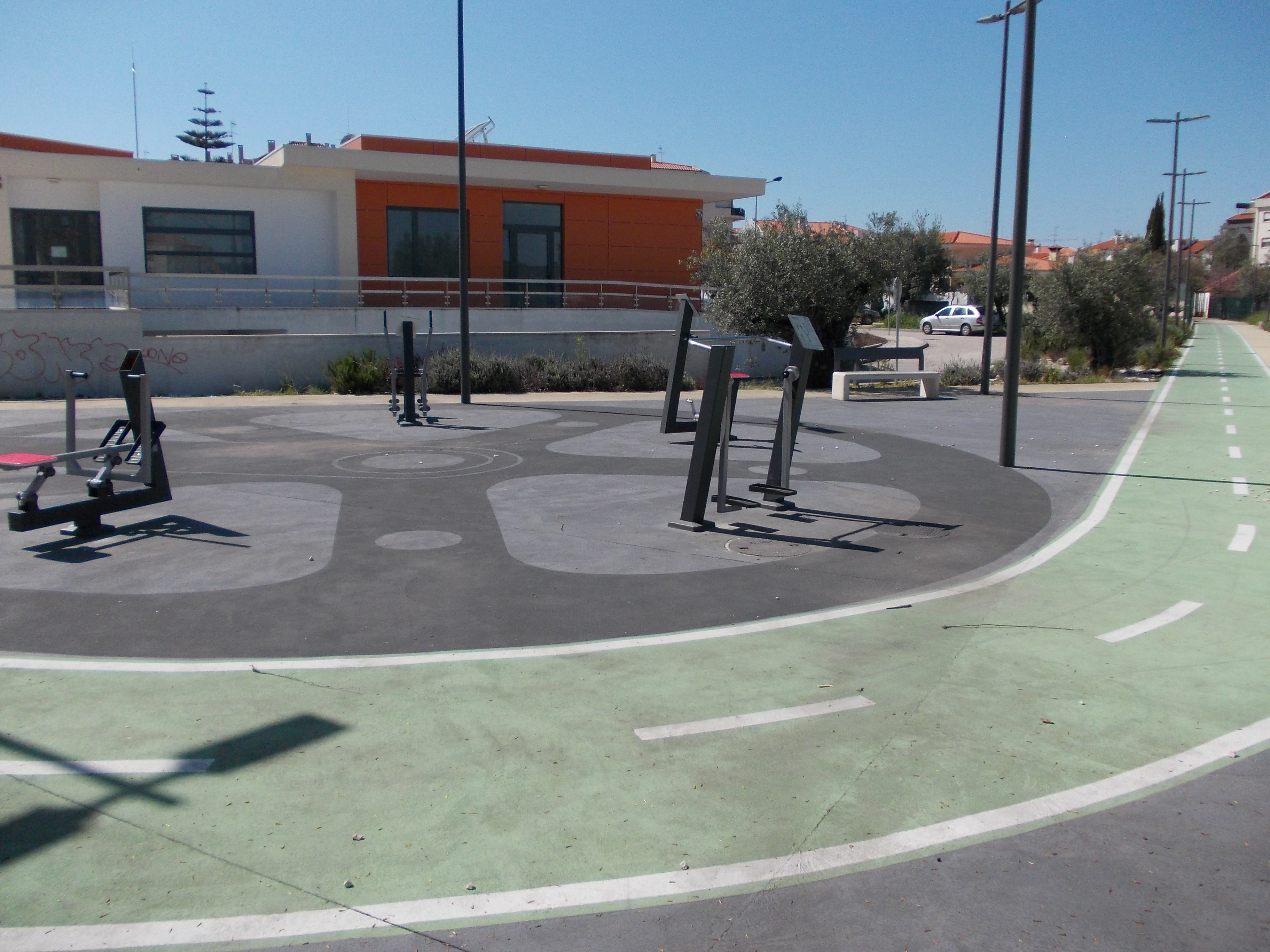
Ciclovia Verde e área de exercício junto ao Centro de Saúde do Entroncamento.

### Religiosos
Igreja de Nossa Senhora de Fátima , Igreja Maná, e Salão do Reino das Testemunhas de Jeová.

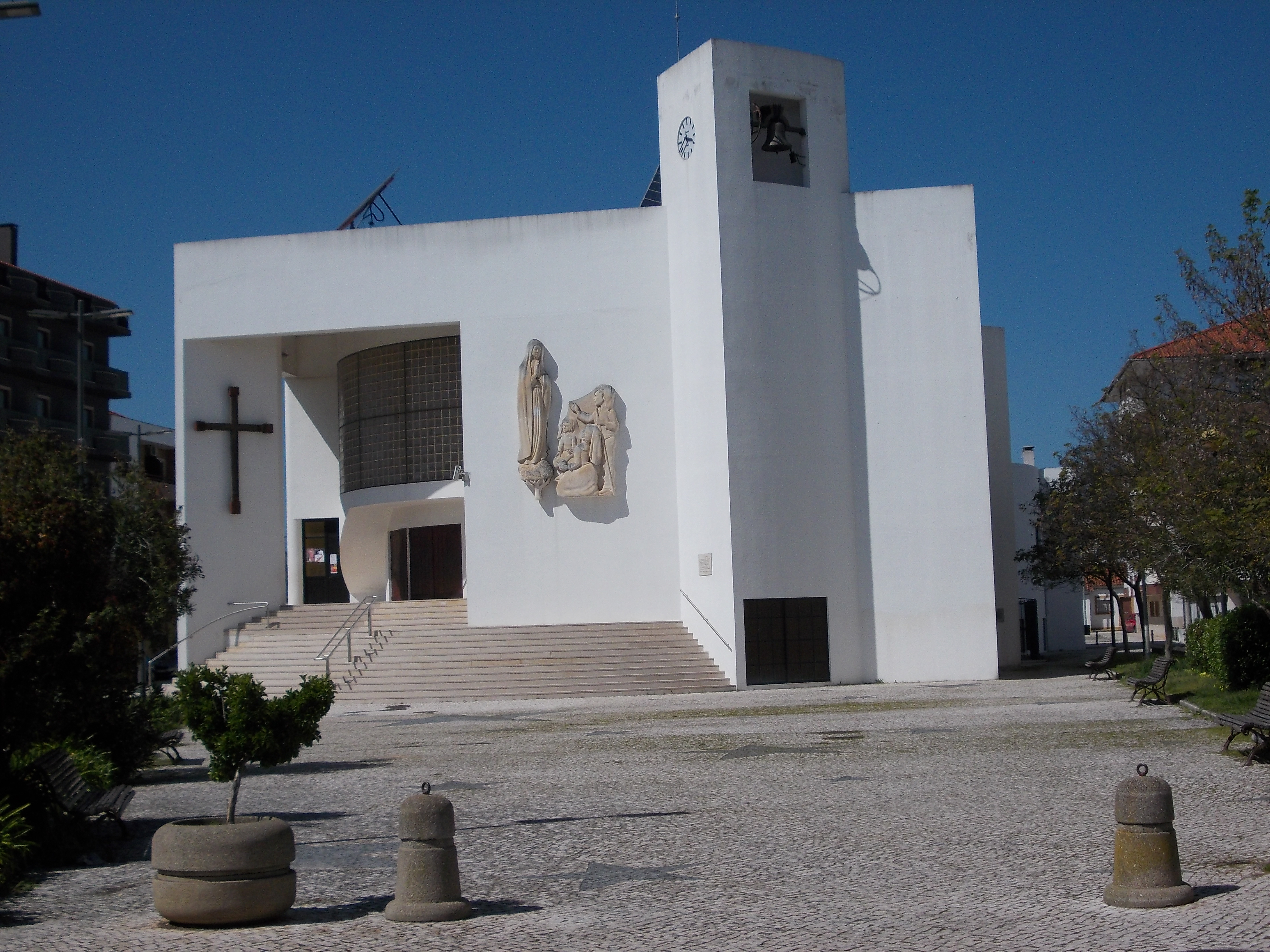
Igreja de Nossa Senhora de Fátima, no Entroncamento.
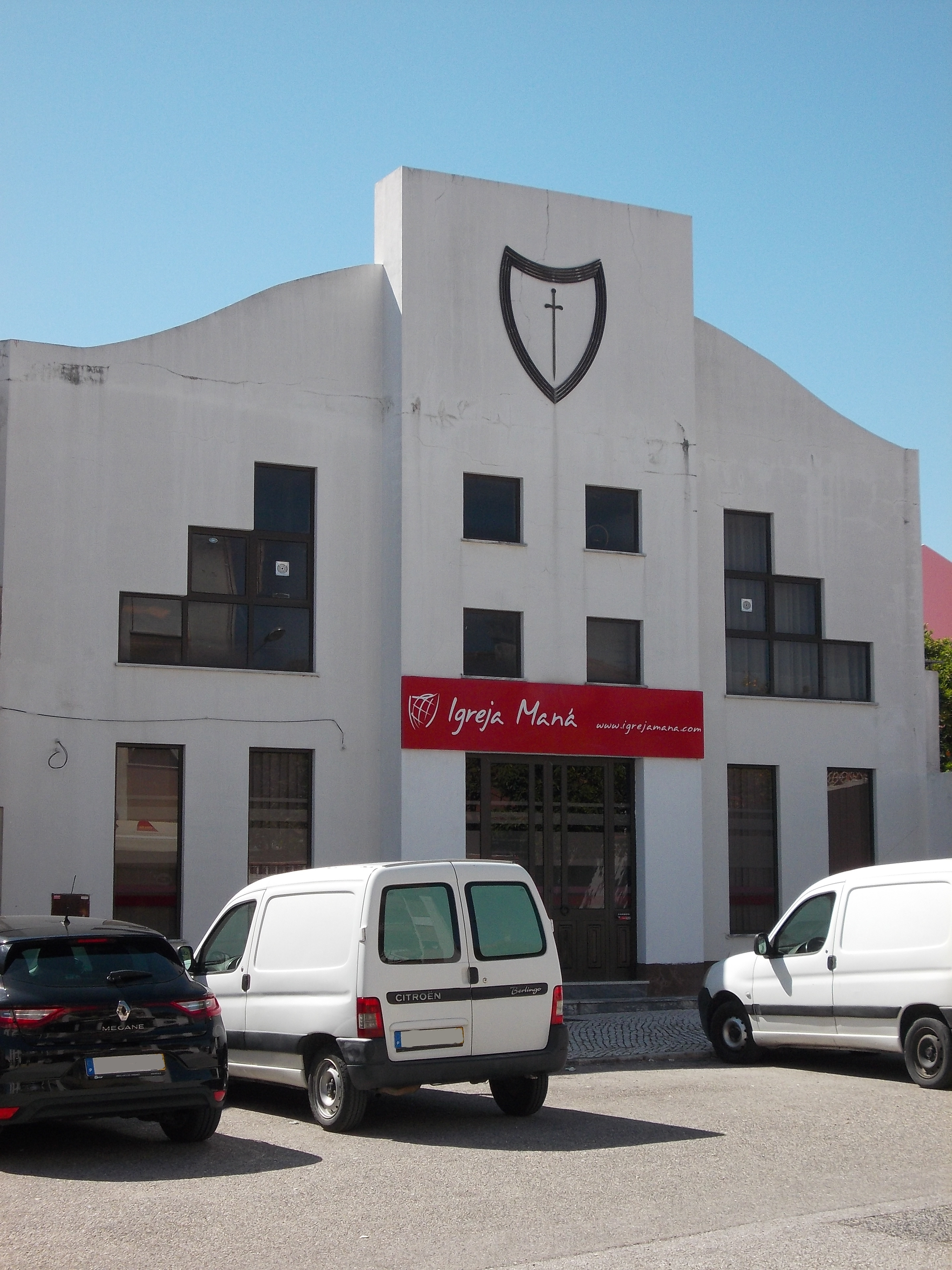
Igreja Maná, no Entroncamento.
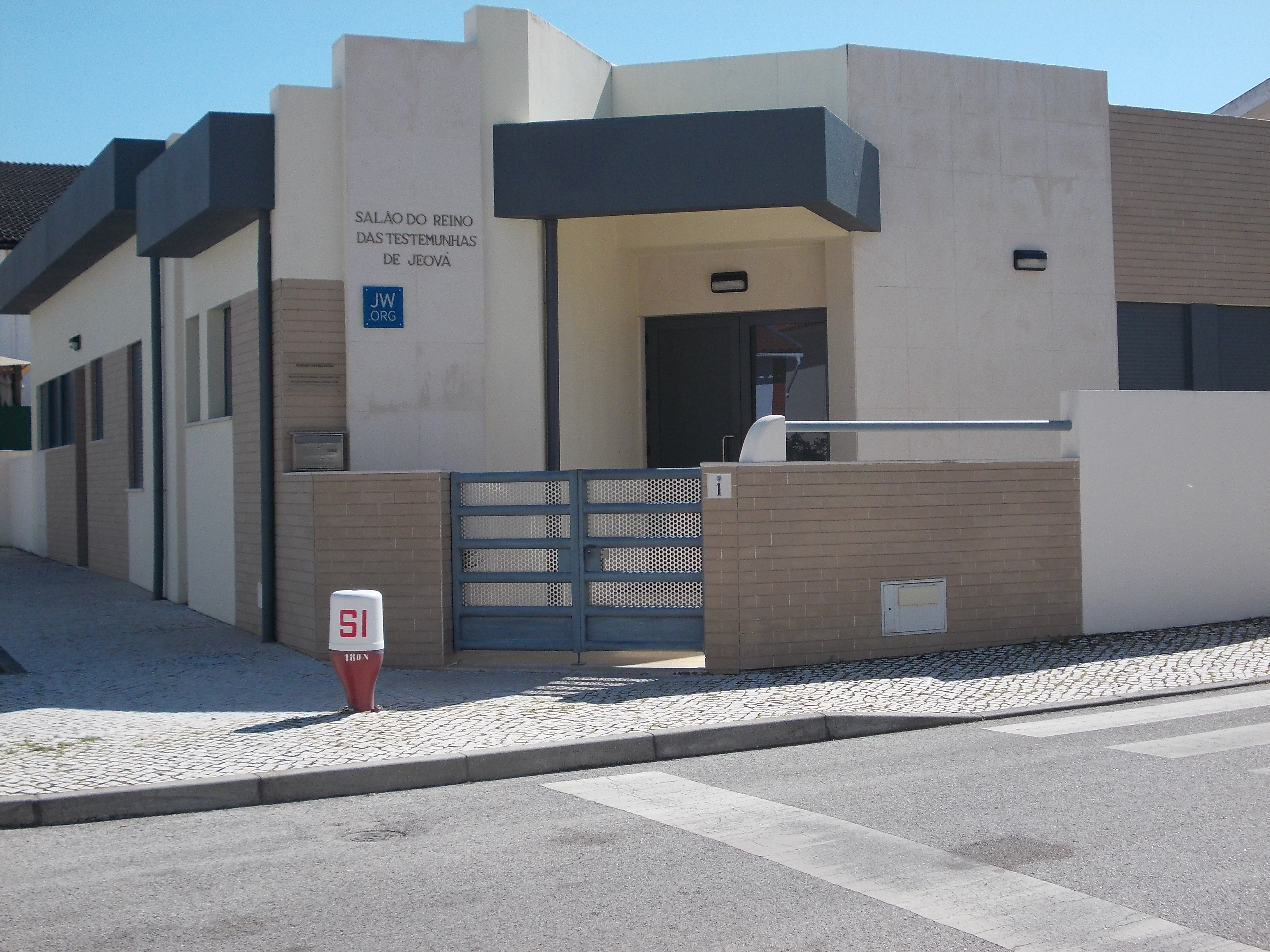
Salão do Reino das Testemunhas de Jeová, no Entroncamento.

### Saúde
Nesta freguesia encontra-se a Unidade Cuidados Continuados Integrados - Manuel Fanha Vieira, da responsabilidade da Santa Casa da Misericórdia do Entroncamento.

A freguesia também é servida por duas farmácias e uma clínica veterinária.

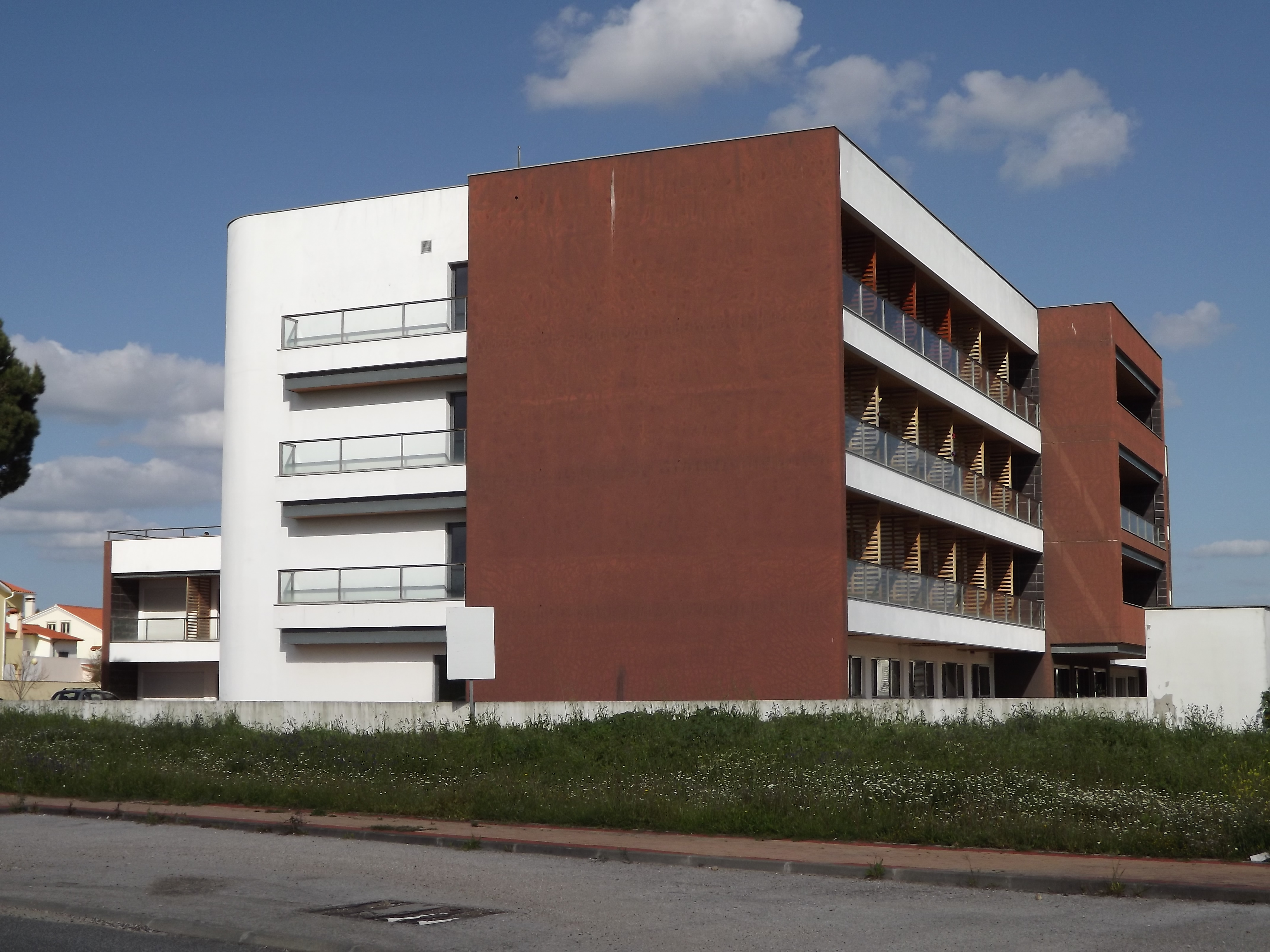
Unidade Cuidados Continuados Integrados - Manuel Fanha Vieira, no Entroncamento.

### Outros
Nesta freguesia encontra-se a instalação da Segurança Social, do CNE - Agrupamento 542, e as instalações Militares do Regimento de Manutenção do Exército Português.

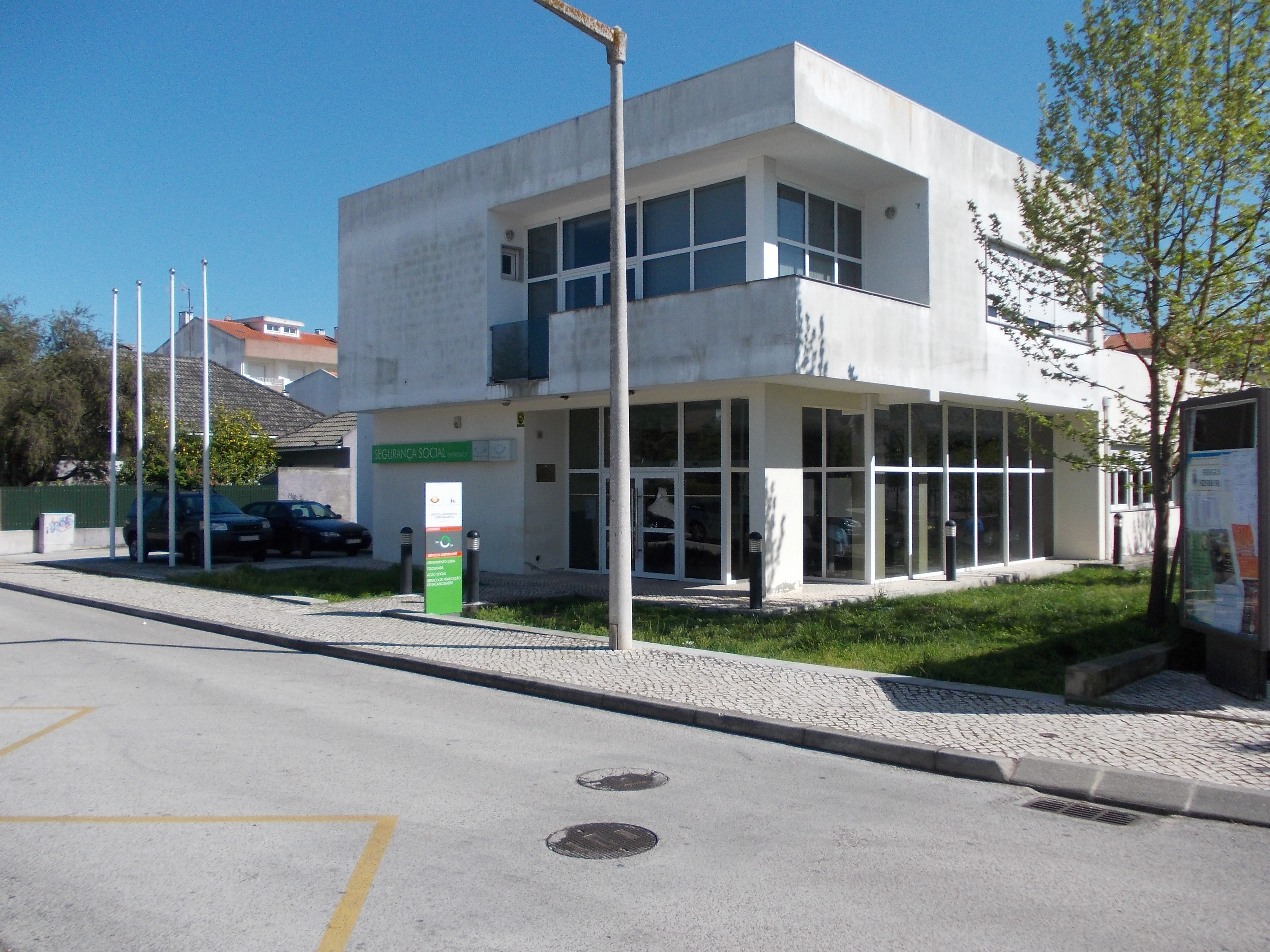
Segurança Social no Entroncamento.
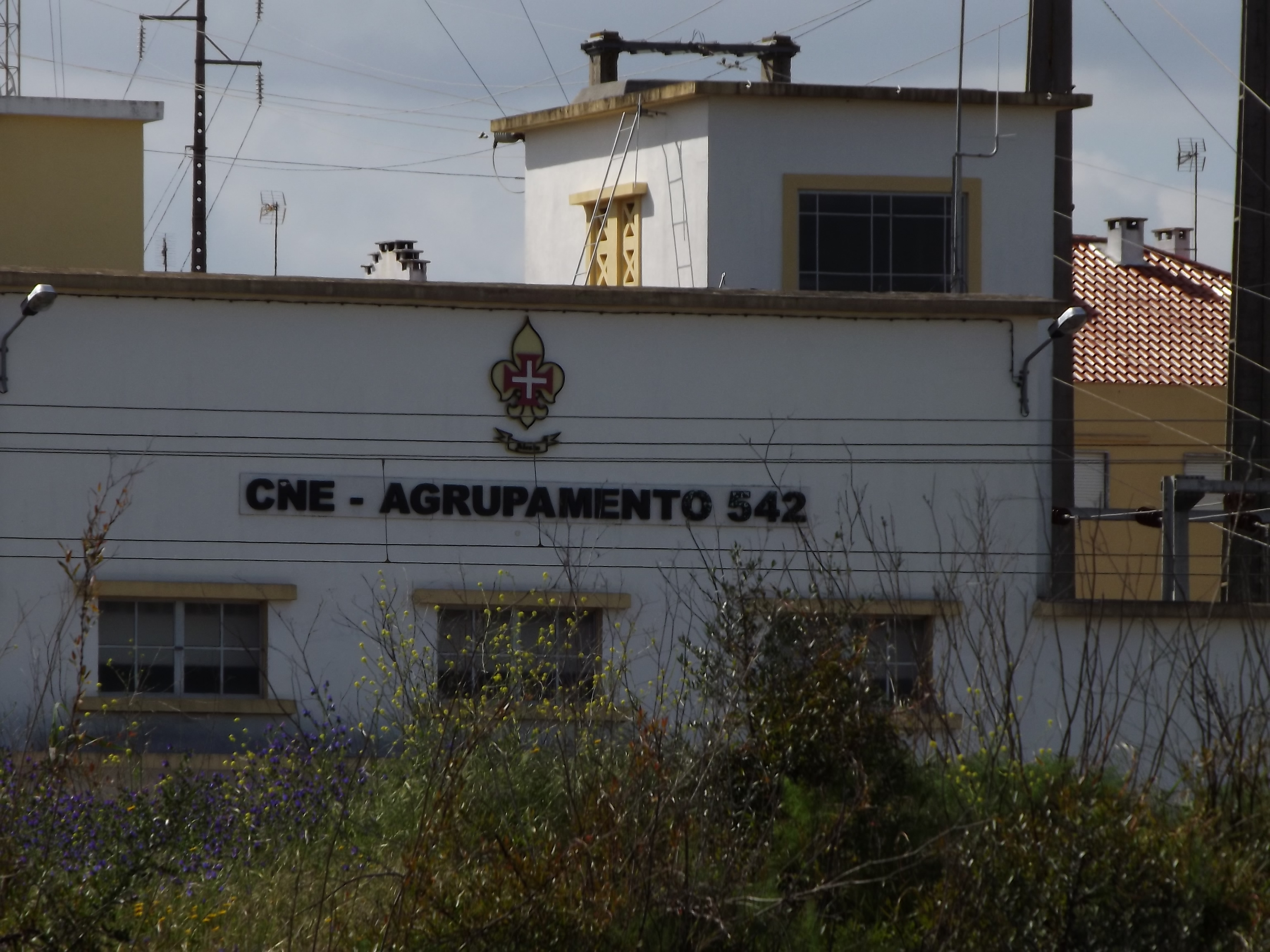
Agrupamento: 542 - Entroncamento

## Espaços Verdes
Parque Verde do Bonito, Largo 24 de novembro, Largo das Comunidades, Jardim da Urbanização do Casal Vidigal

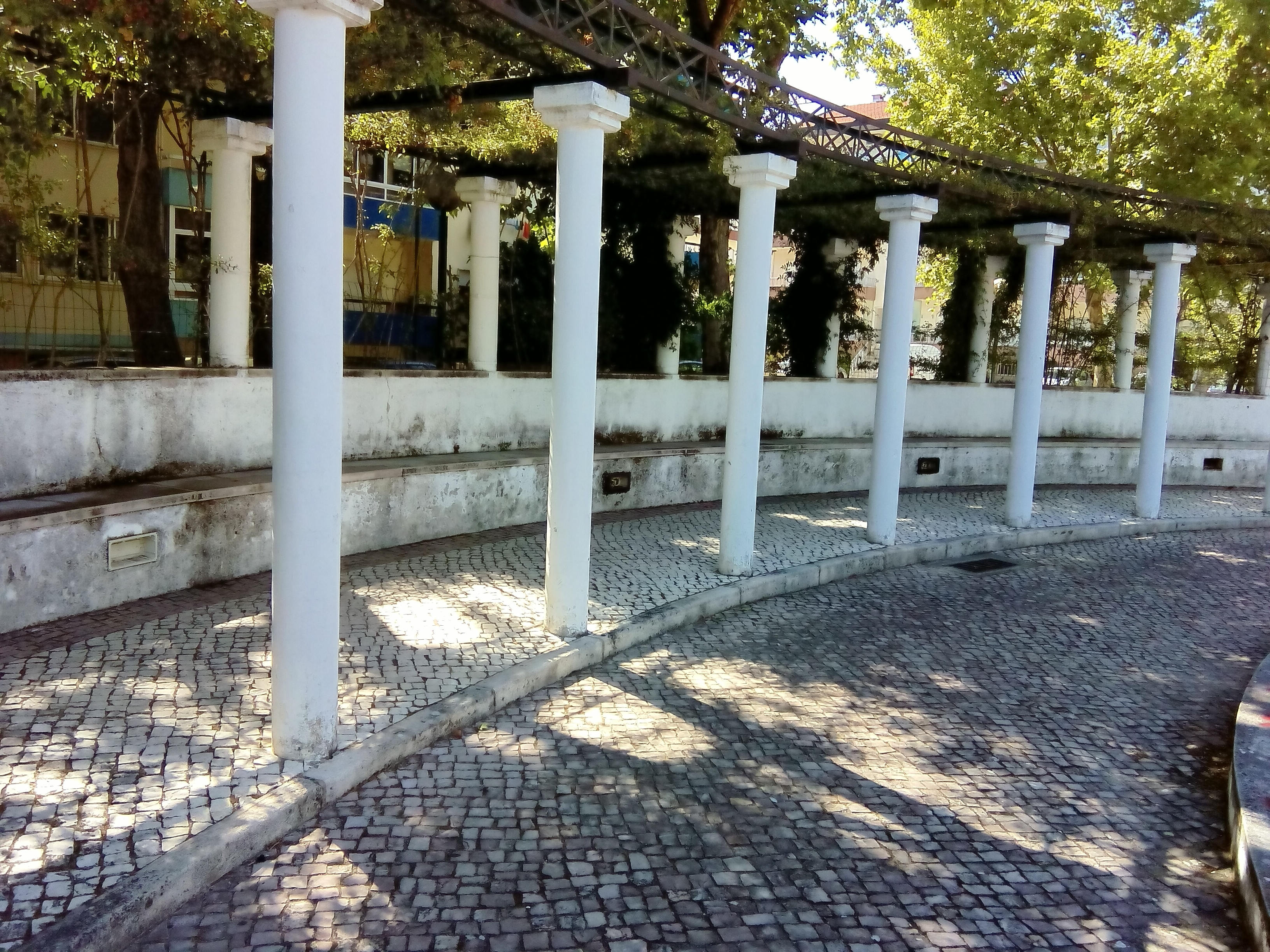
Pormenor do Largo das Comunidades no Entroncamento.
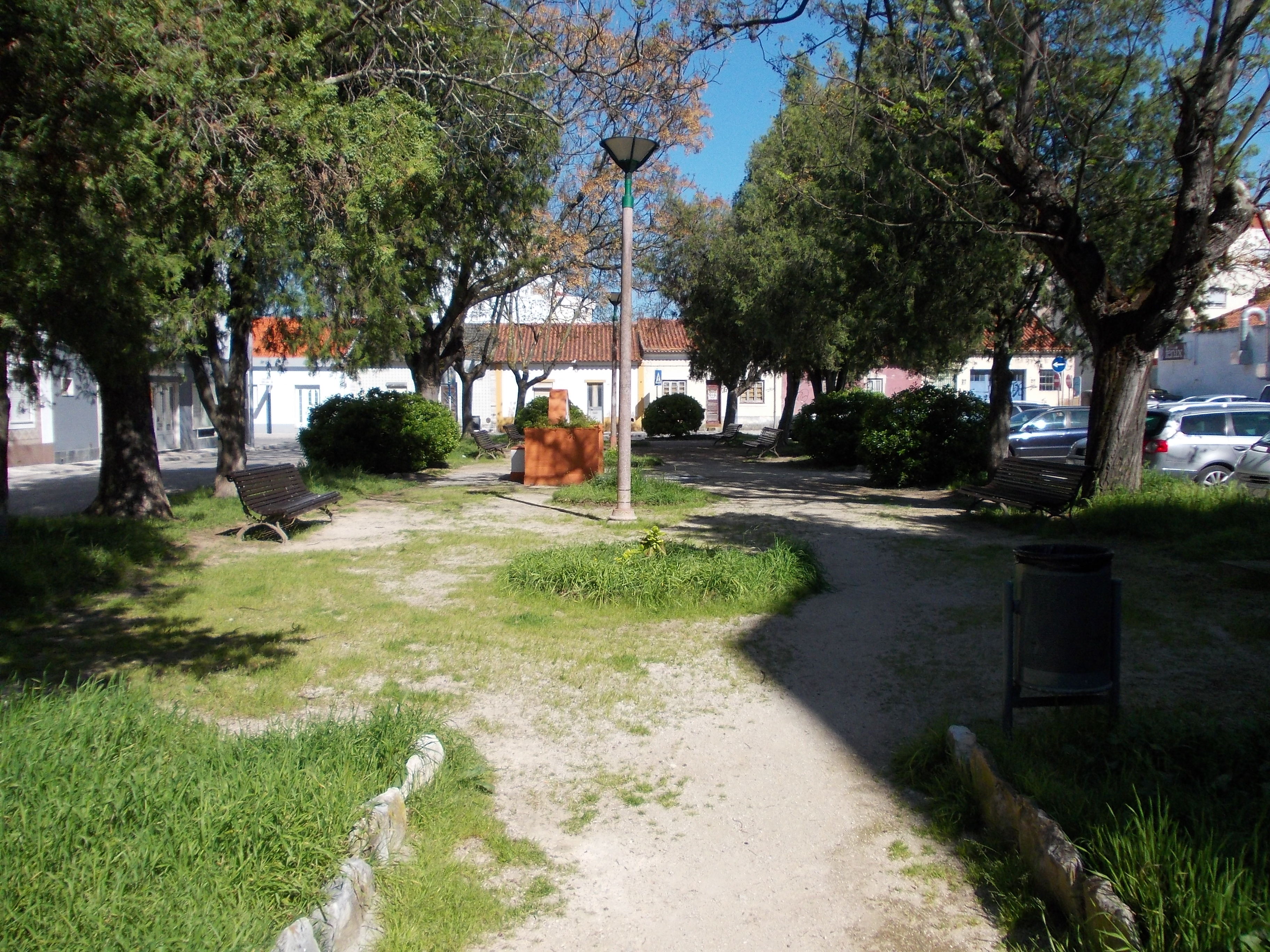
Largo 24 de novembro, no Entroncamento.
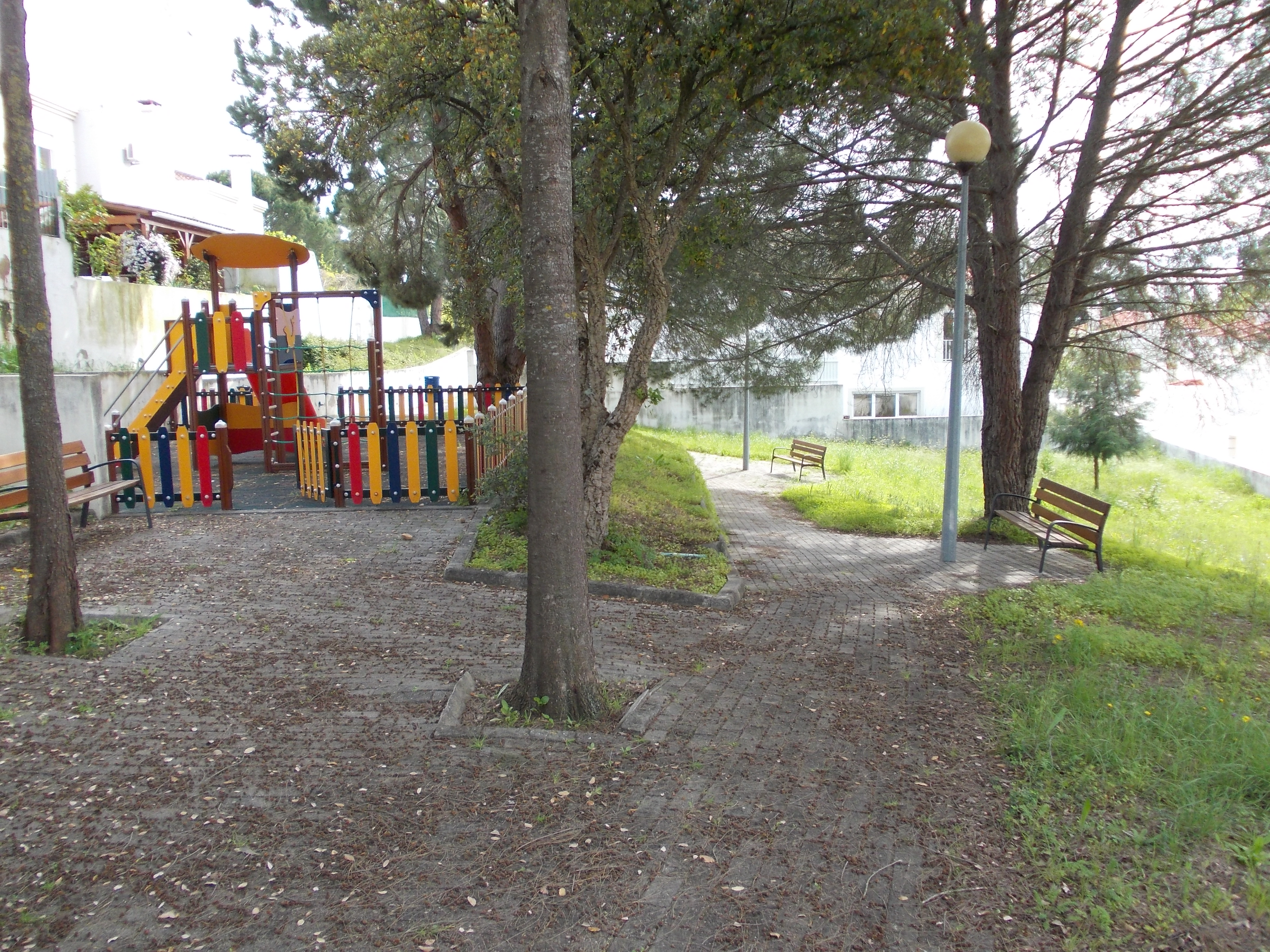
Jardim e Parque Infantil da Urbanização do Casal Vidigal, no Entroncamento.

## Internet Wi-Fi
Existem centenas de pontos de acesso Wi-Fi das operadoras Altice e NOS (sujeitos às condições de acesso das respectivas empresas, que poderá implicar custos).

## Internet Fixa
Na freguesia existe acesso à Internet disponível por ADLS/ADSL2+, cabo (rede NOS) e rede de fibra ótica (Altice/ MEO e Vodafone).

## Cursos de água
A freguesia é atravessada pela Ribeira de Santa Catarina (apróximadamente 2300 m de extensão, a maior parte cobertos).
Existe também a Ribeira de Árgea (localmente conhecida por Ribeira do Bonito) que atravessa o concelho na zona norte e alimenta a albufeira artificial do Parque Verde do Bonito.

Ambas depois entroncam na Ribeira da Atalaia que alimenta o Rio Tejo.

## Ensino
Jardim de Infância Sophia de Mello Breyner Andresen, Escola Básica do Bonito, Escola Secundária do Entroncamento, Colégio dos Navegantes, CERE - Centro de Ensino e Recuperação do Entroncamento.

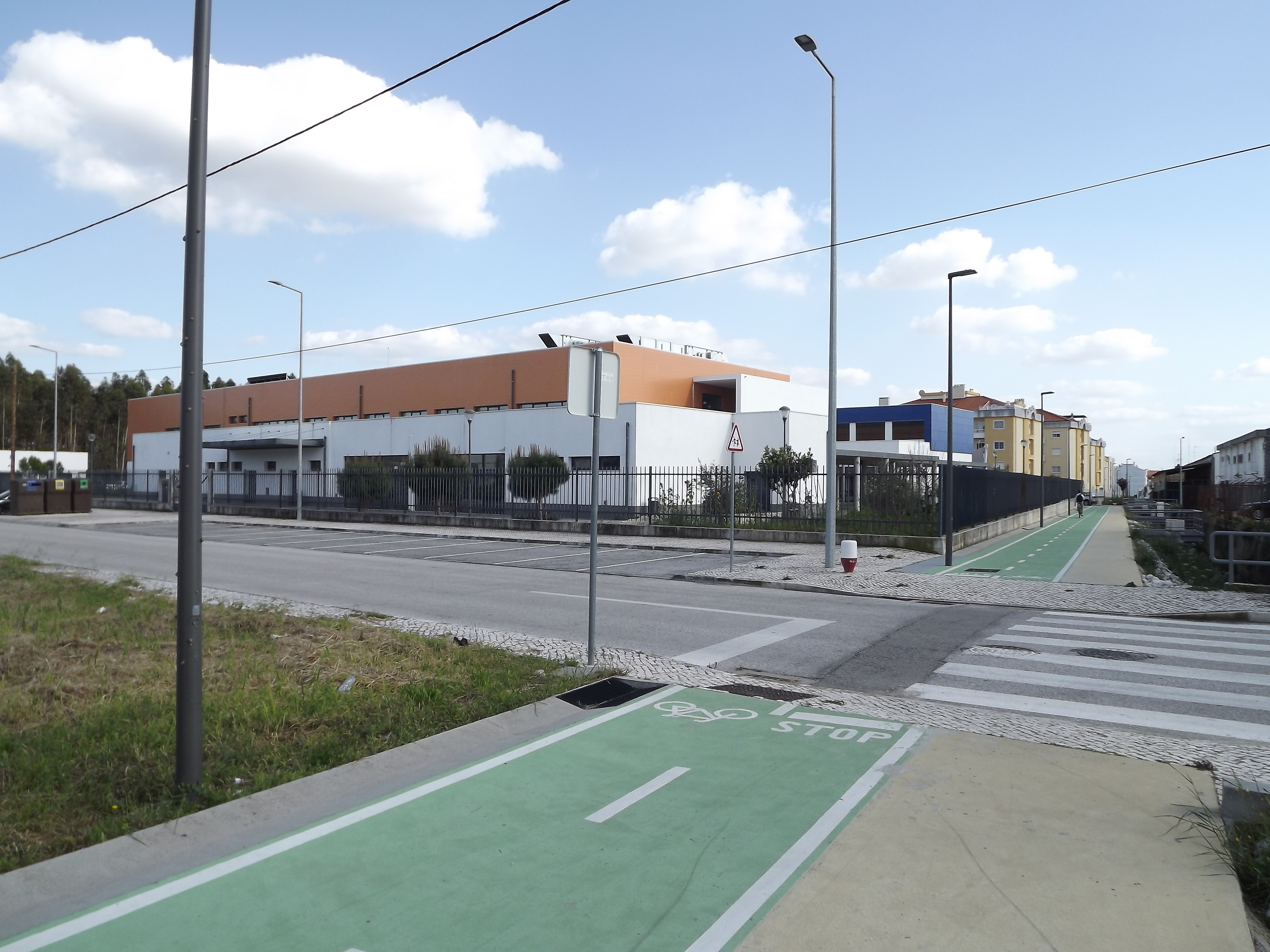
Escola Básica do Bonito, no Entroncamento.
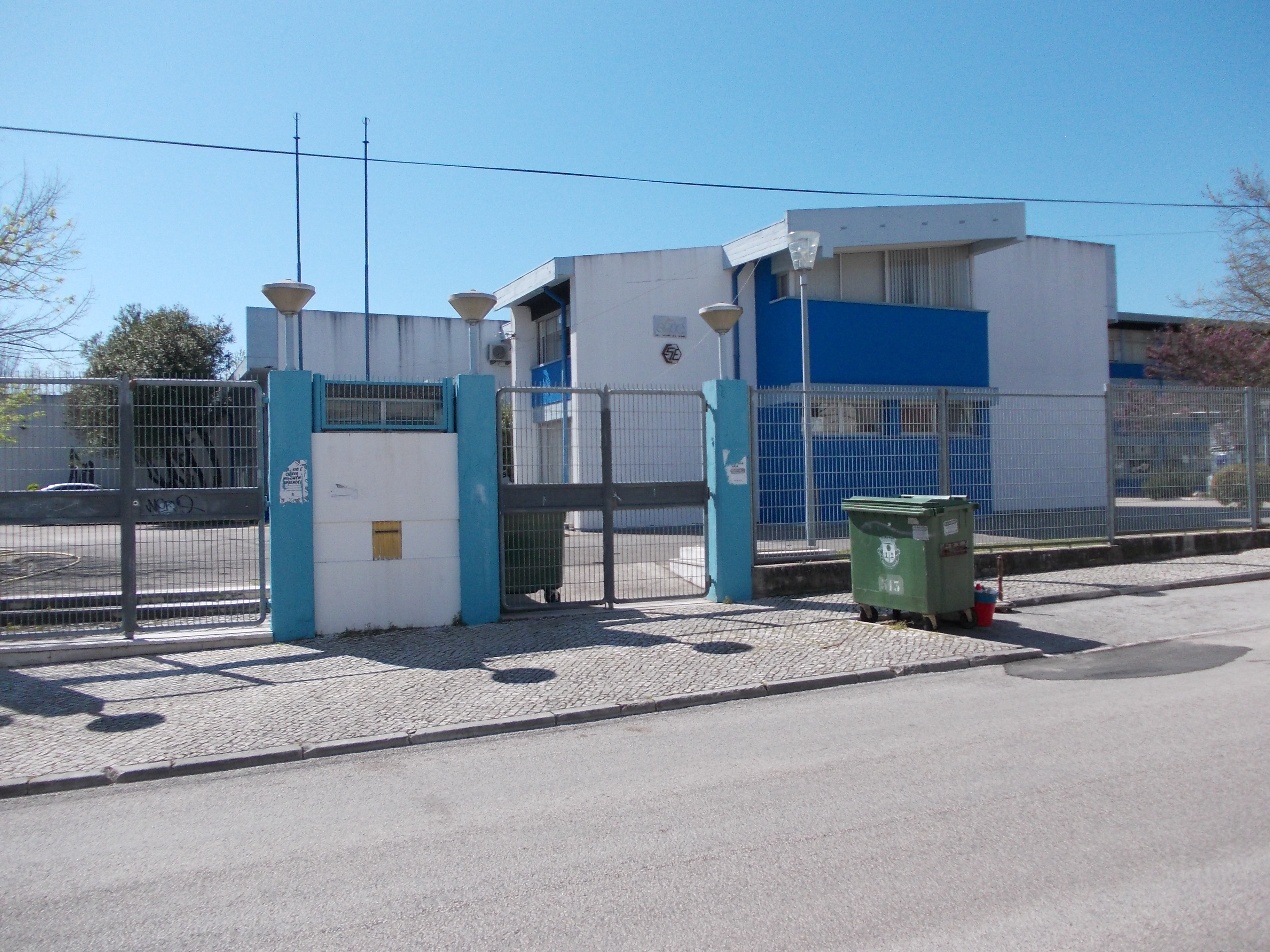
Escola Secundária do Entroncamento

## Economia
A economia da freguesia baseia-se sobretudo no comércio e serviços.
As empresas mais conhecidas da freguesia são a Comtemp - Companhia Dos Temperos, Lda (que detêm marcas como "Cristal", "Lezíria", "Salador" e "Magos"... ou seja condimentos, vinhos e muito mais) e a Segurança 24, Lda.

### Hipermercados / Supermercados
Nesta freguesia existe o hipermercado E.Leclerc e alguns supermercados Lidl, Docemel, e Meu Super.

### Zona industrial
Na zona industrial encontra-se a maioria das empresas que se dedicam no concelho ao comércio de todo o tipo de artigos para a construção civil, empresas que se dedicam à manutenção/ reparação de veículos e electrodomésticos. Existe ainda a presença de empresas de venda de artigos para a casa e electrodomésticos.

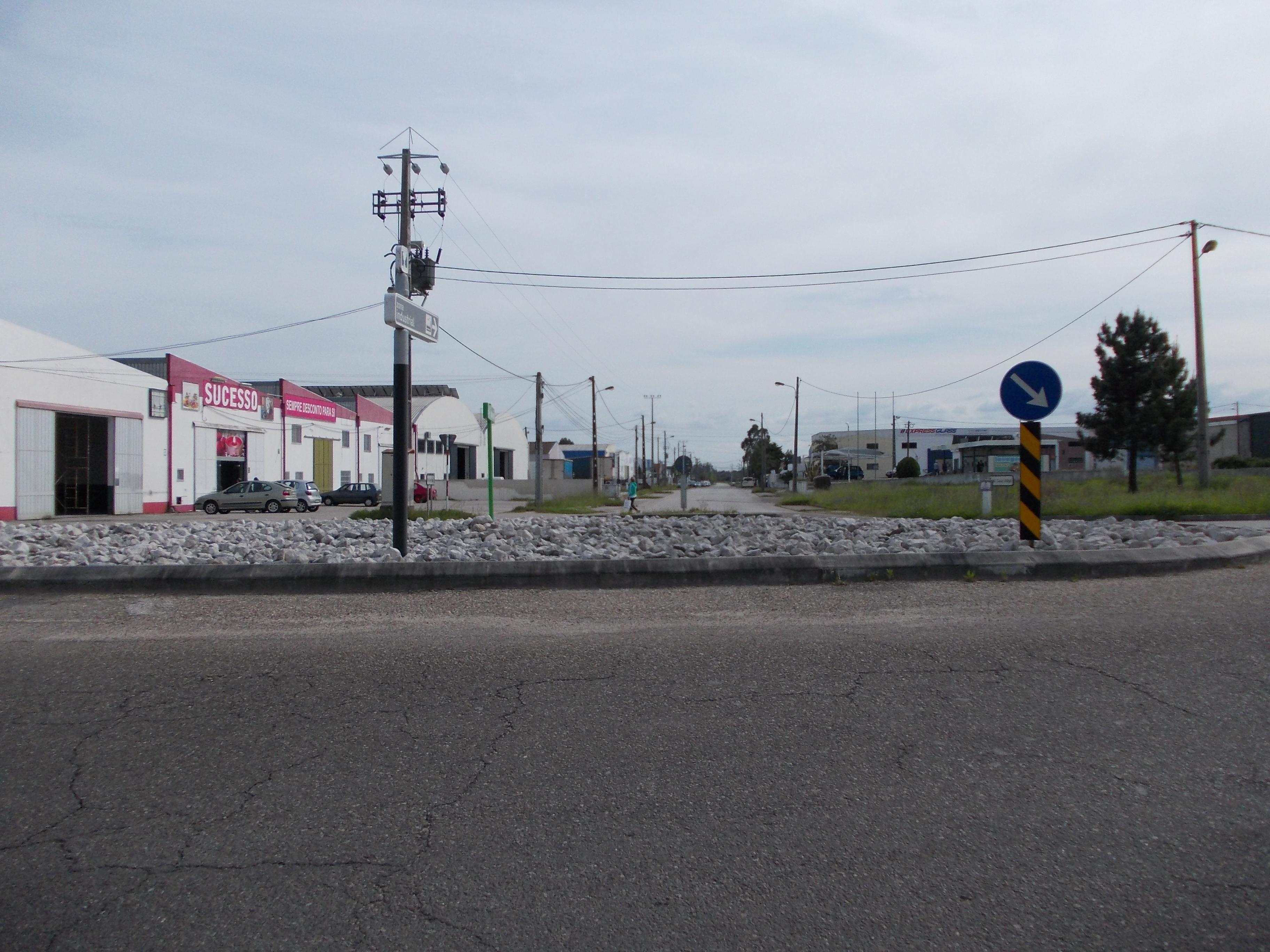
Vista sobre uma das entradas para a Zona Industrial, no Entroncamento.

## Associações

### Associações Desportivas
- CADE - Clube Amador de Desportos do Entroncamento[33]
- CLAC - Clube de Lazer, Aventura e Competição[33]

### Associações Culturais e Recreativas
- Associação Filarmónica e Cultural do Entroncamento[34]
- Centro Cultural e Recreativo do Casal do Grilo[34]
- Companhia de Teatro Poucaterra[34]
- Motoclube "Os Fenómenos"[34]